# 龙须河水库
龙须河水库，位于中国广西壮族自治区百色市田东县境内，位于县城以南8千米处，是龙须河下游的一座中型水库，1958年动工兴建，1959年竣工蓄水。水库控制流域面积2460平方千米，库容3245万立方米，水面面积2.5平方千米，回水长18千米。大坝为均质黏土坝，最大坝高27.46米，坝顶长92米，坝顶宽4米。水库具有日调节功能，以灌溉为主，兼顾发电、城镇供水、防洪和养鱼。水库灌溉面积7566公顷，向田东县祥周、平马及林逢三镇的农业灌溉及城镇供水，年供水量1.08亿立方米（其中城镇生活供水1261亿立方米）。水库电站装机容量6000千瓦，年发电量2490.4万千瓦时。